# Schlitz (Adelsgeschlecht)

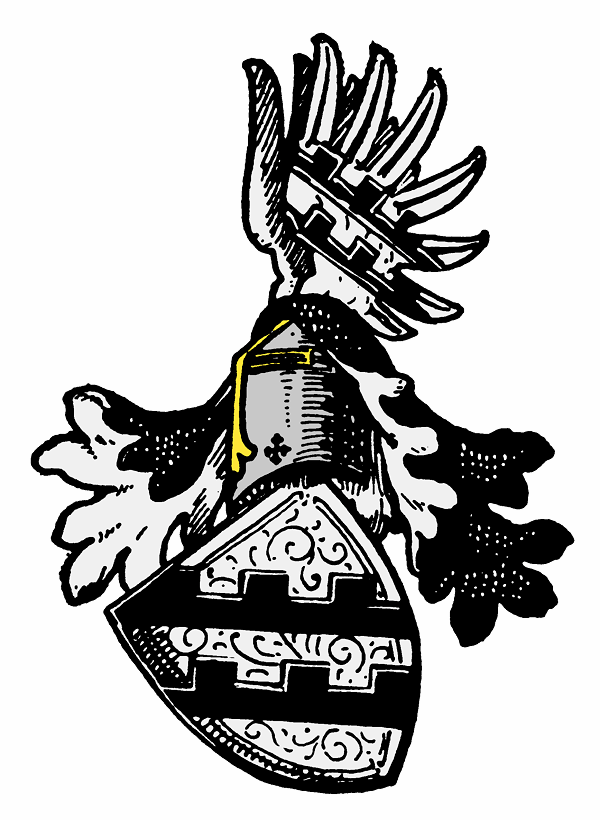
Wappen derer von Schlitz gen. von Görtz

Der volle Name der zum Hochadel zählenden älteren hessischen Linie der Familie lautet Reichsgrafen von Schlitz genannt von Görtz (auch Goertz), derjenige der jüngeren, zum niederen Adel zählenden niedersächsischen Linie Grafen von Schlitz genannt von Görtz und von Wrisberg. Das Geschlecht hat seinen Stammsitz im hessischen Schlitz.
Wegen der Doppelbenennung (siehe auch Genanntname) kommt es häufig zu Fehlsortierungen unter dem Namen von Goertz oder Görtz. Die Familie der hessischen „von Schlitz genannt von Görtz“ ist nicht zu verwechseln mit den mittelalterlichen „Grafen von Görz“, die im Südalpenraum und Friaul ansässig waren.

## Geschichte

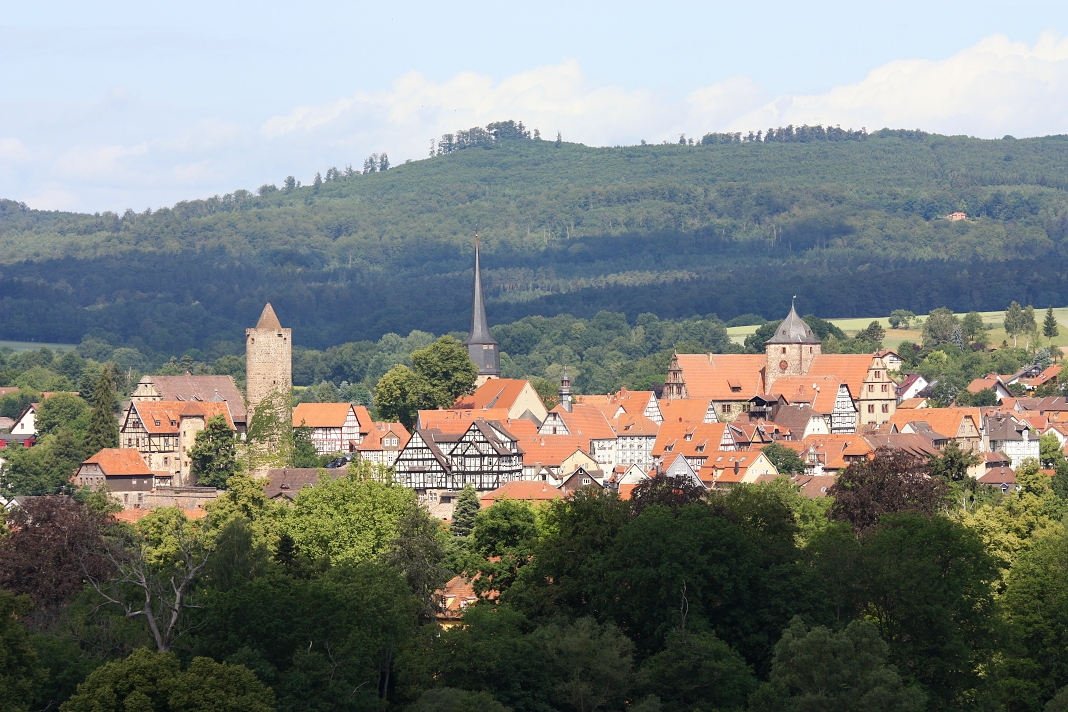
Schlitz (Vogelsbergkreis)

Als erster der Herren von Schlitz erscheint urkundlich Ermenoldus de Slitese im Jahre 1116 als Ministeriale der Reichsabtei Fulda. In diesem Jahre kam das fuldische Lehen der heutigen Stadt Schlitz bei Fulda, das vorher den Grafen von Ziegenhain gehört hatte, an das Geschlecht, das sich nunmehr nach dem Ort benannte. Es baute im Laufe der Jahrhunderte dieses Lehen zu einer reichsunmittelbaren Herrschaft aus. Beim Hochstift Fulda bekleideten die Herren von Schlitz die Erbmarschallswürde.
Das Geschlecht war während des 12. bis 14. Jahrhunderts in der gesamten Rhöngegend verbreitet. Die auch von der Familie von der Tann vergebenen Namen Erminold, Gerlach und Irminger lassen sich in Schöffenbüchern und Sterberegistern bis in das 8. Jahrhundert zurückverfolgen, allerdings ist ein genealogischer Zusammenhang nicht nachweisbar.
Ab 1404 nannten sie sich „Schlitz von Görtz“ (in Dokumenten auch: Gurz oder Görz). Nach Einführung der Reformation 1563 und als Folge des Dreißigjährigen Krieges lösten sie sich von der Lehnsherrschaft des Reichsstifts Fulda. Sie waren seit dem 16. Jahrhundert Mitglieder der reichsfreien fränkischen Ritterschaft im Ritterkanton Rhön-Werra. 1677 wurden sie Reichsfreiherren und 1726 Reichsgrafen.

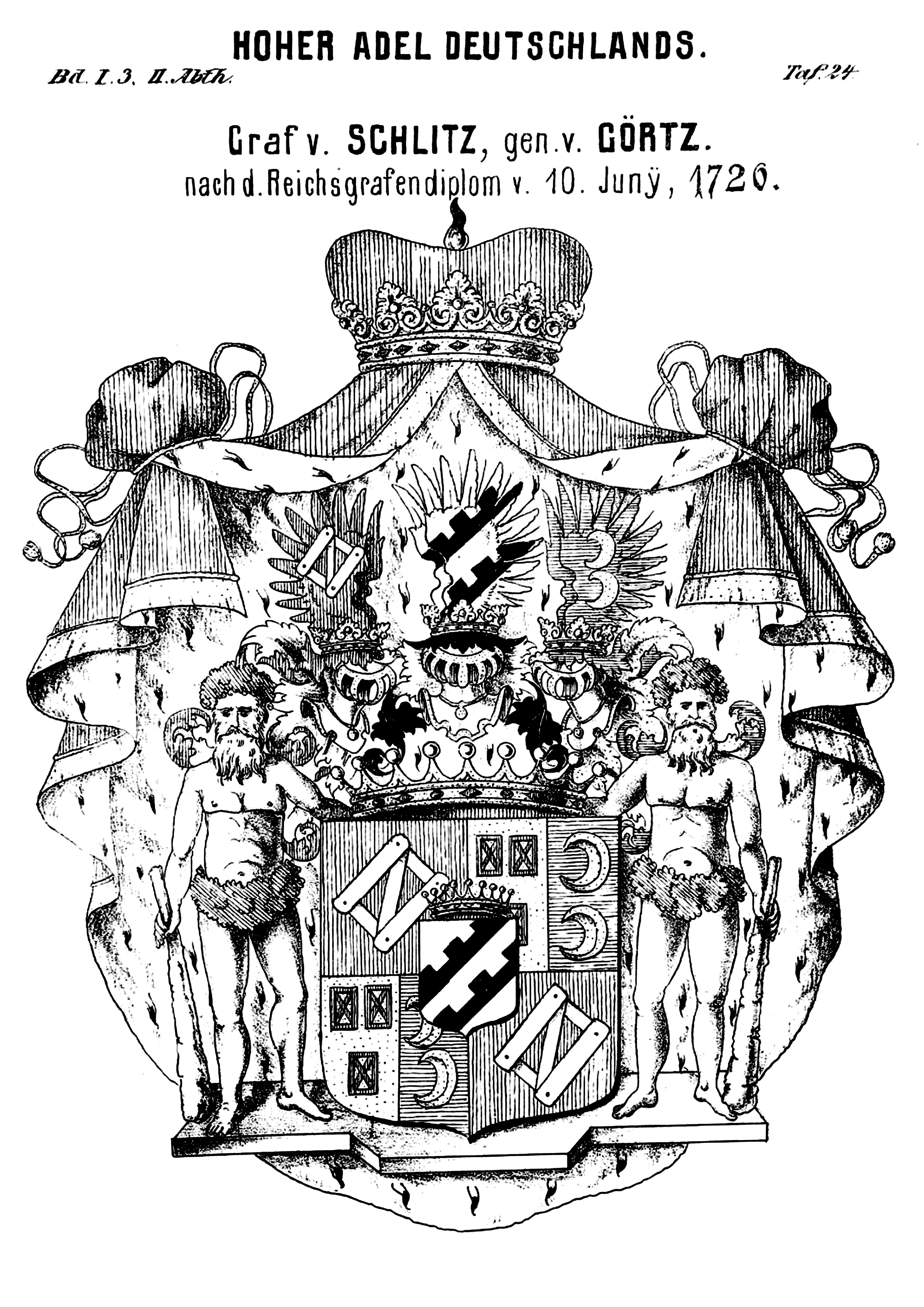
Wappen nach dem Reichsgrafendiplom 1726

Die Familie erlangte 1804 im Reichstag des Heiligen Römischen Reichs mit Sitz und Stimme auf der Wetterauischen Grafenbank reichsständischen Rang. 1806 kam die Herrschaft unter die Oberhoheit des Großherzogtums Hessen. Ende des Jahres 1808 erhob Großherzog Ludewig I. das Familienoberhaupt zum Standesherren. 1829 erhielt der jeweilige Familiensenior vom Deutschen Bund das schon 1808 vom Großherzogtum Hessen zuerkannte Prädikat Erlaucht bestätigt. Die Familie wurde damit auch bundesweit als standesherrlich anerkannt und im Gotha bei den Fürstenhäusern der Zweiten Abteilung (ehemals regierender Hoher Adel) eingetragen.
Das Geschlecht teilte sich im 18. Jahrhundert in zwei Linien, in die ältere (seit 1829 standesherrliche) zu Schlitz und die jüngere in Braunschweig und Hannover, die sich „Görtz-Wrisberg“ nennt (siehe unten). Chef und einziger männlicher Vertreter der älteren, standesherrlichen Linie zu Schlitz ist heute Rüdiger-Maria Graf und Herr von Schlitz gen. von Görtz (* 1939), der 1965 in München Margarete Dittmann (* 1940) heiratete.
Johann Eustach von Schlitz (1737–1821), ein jüngerer Sohn aus Schlitz, adoptierte seinen zukünftigen Schwiegersohn Hans von Labes (1763–1831), Gutsherr von Karstorf, der daraufhin den Familiennamen übernahm und gleichzeitig vom König in den Grafenstand erhoben wurde. Er erbaute nahe dem mecklenburgischen Hohen Demzin die Burg Schlitz.

## Die Schlitzer Burgen
Die Stadt Schlitz war eine Art mittelalterliche Großburg (daher der Begriff Bürger), umgeben von einer Stadtmauer, an die auf der Innenseite zahlreiche Wohnhäuser angebaut waren, darunter auch mehrere hohe Steinhäuser als Rittersitze derer von Schlitz. Die Stadtmauer ist noch heute teilweise erkennbar. Die einzelnen heute so bezeichneten „Burgen“ sind daher keine selbständigen Verteidigungsanlagen, sondern ritterliche Wohnsitze mit Verteidigungsfunktionen im Rahmen der Stadtbefestigung. Daneben gab es drei kleinere Burganlagen im Umfeld von Schlitz, welche die Stadt und ihre Umgebung weiträumiger verteidigen sollten.

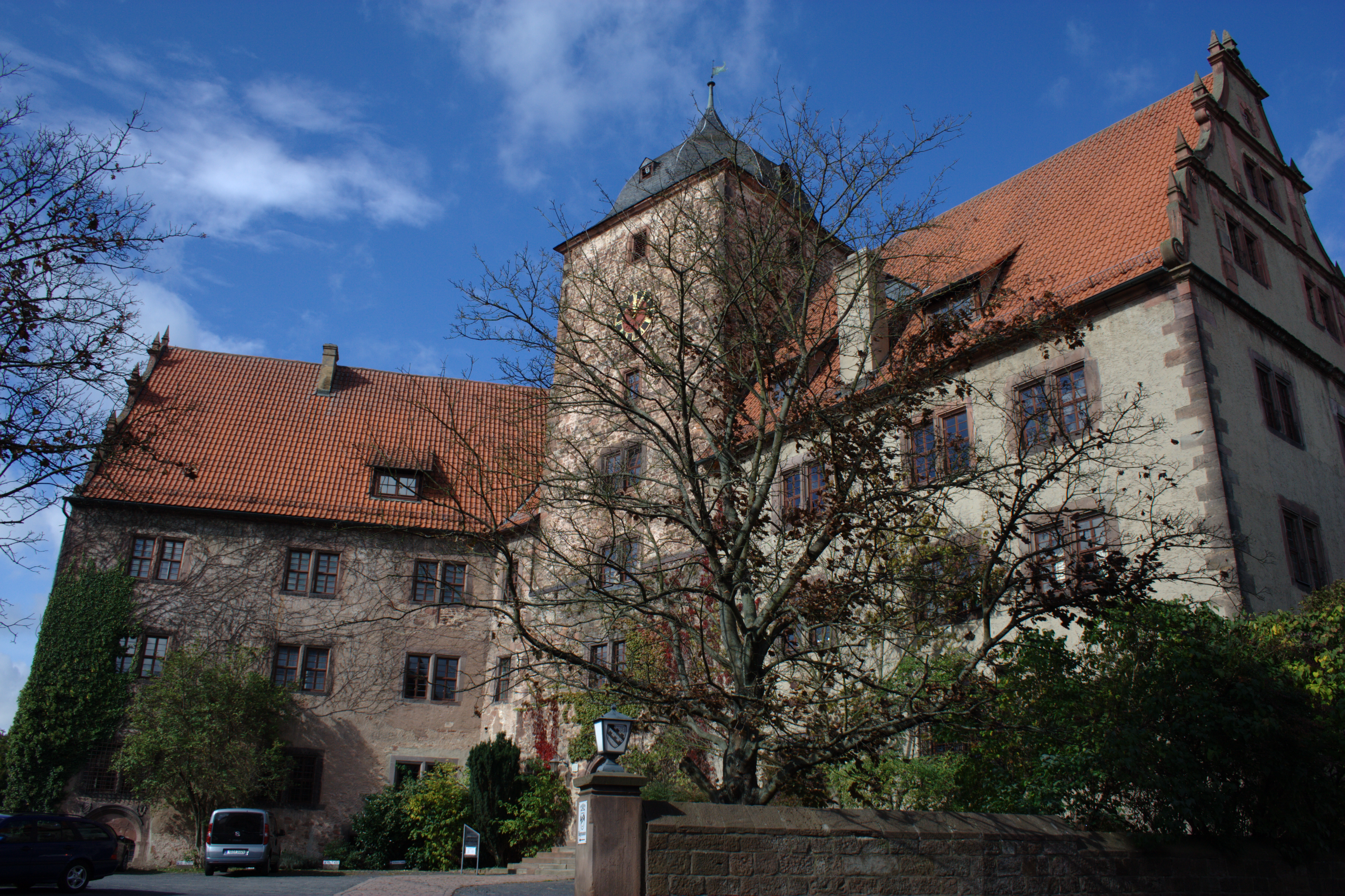
Vorderburg Schlitz
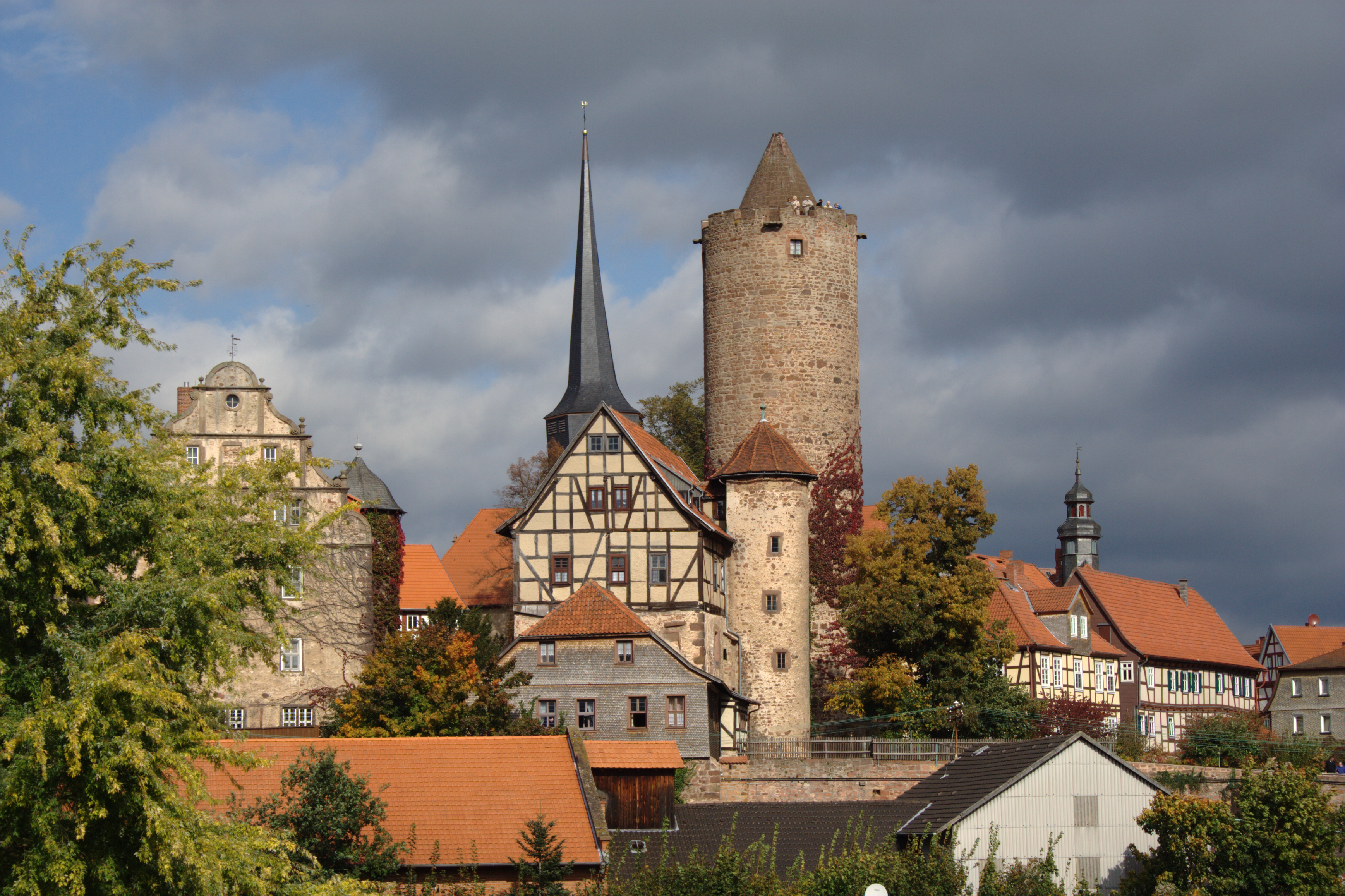
Hinterburg Schlitz mit dem Hinterturm
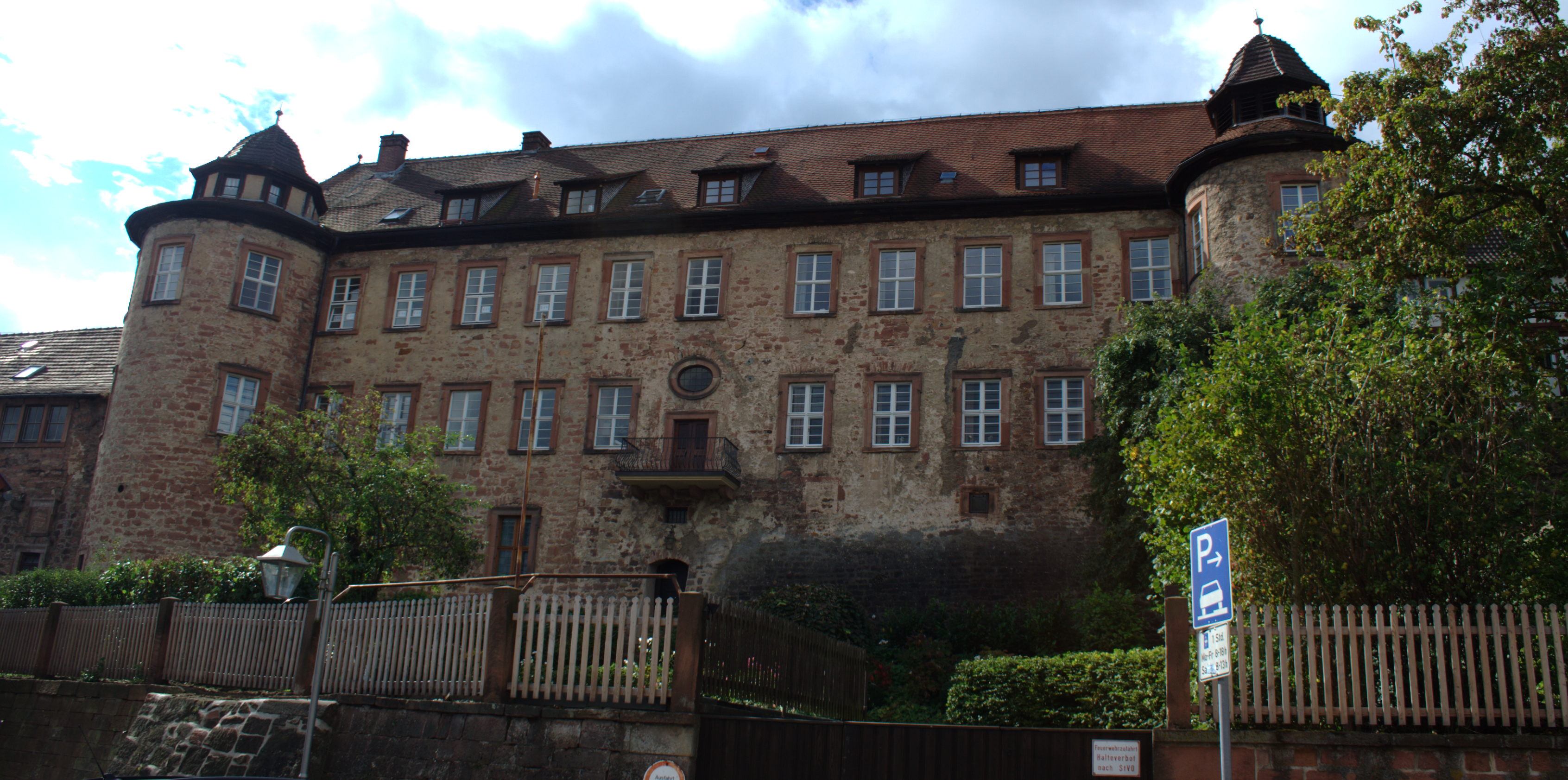
Ottoburg in Schlitz
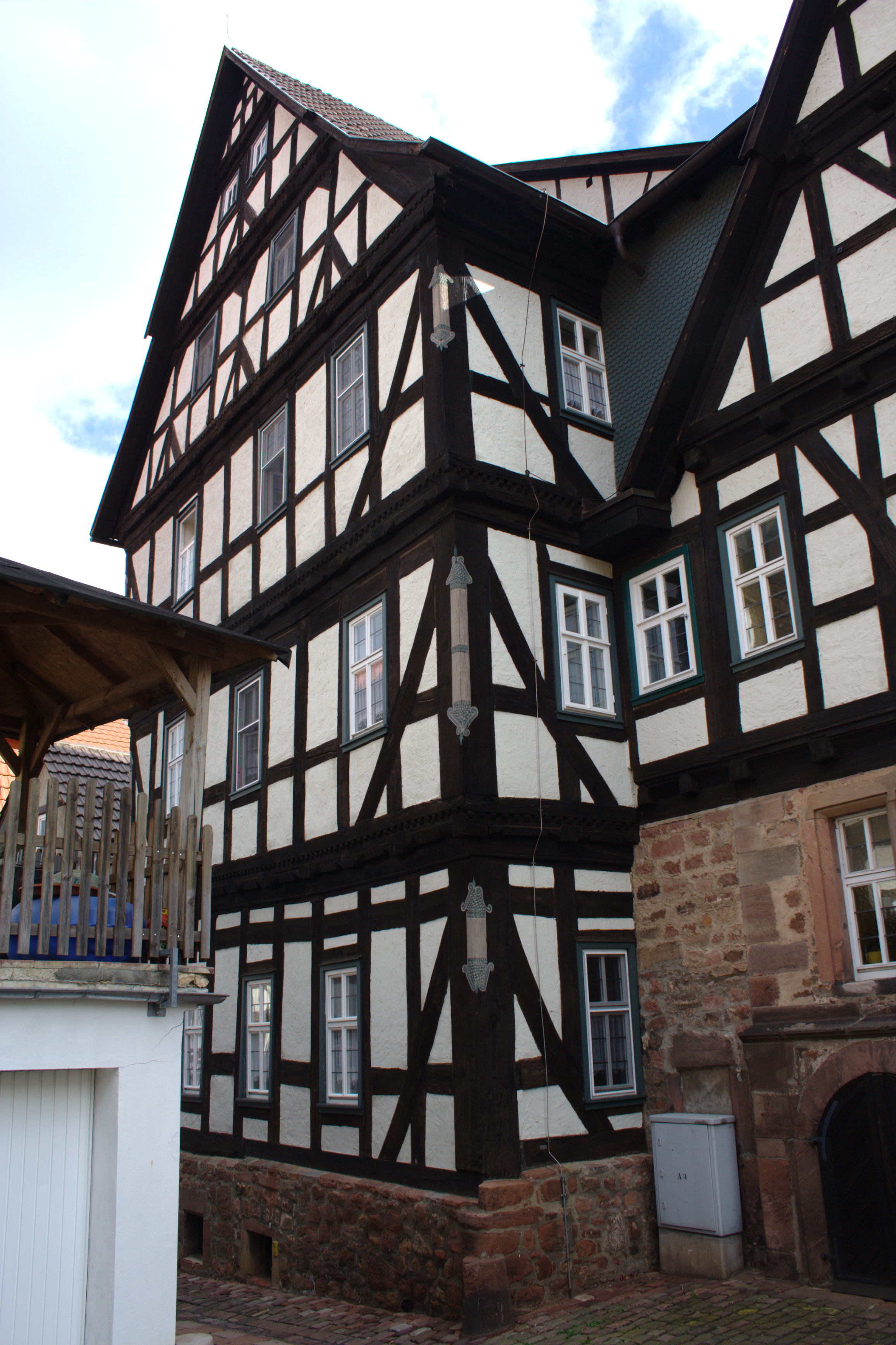
Schachtenburg in Schlitz
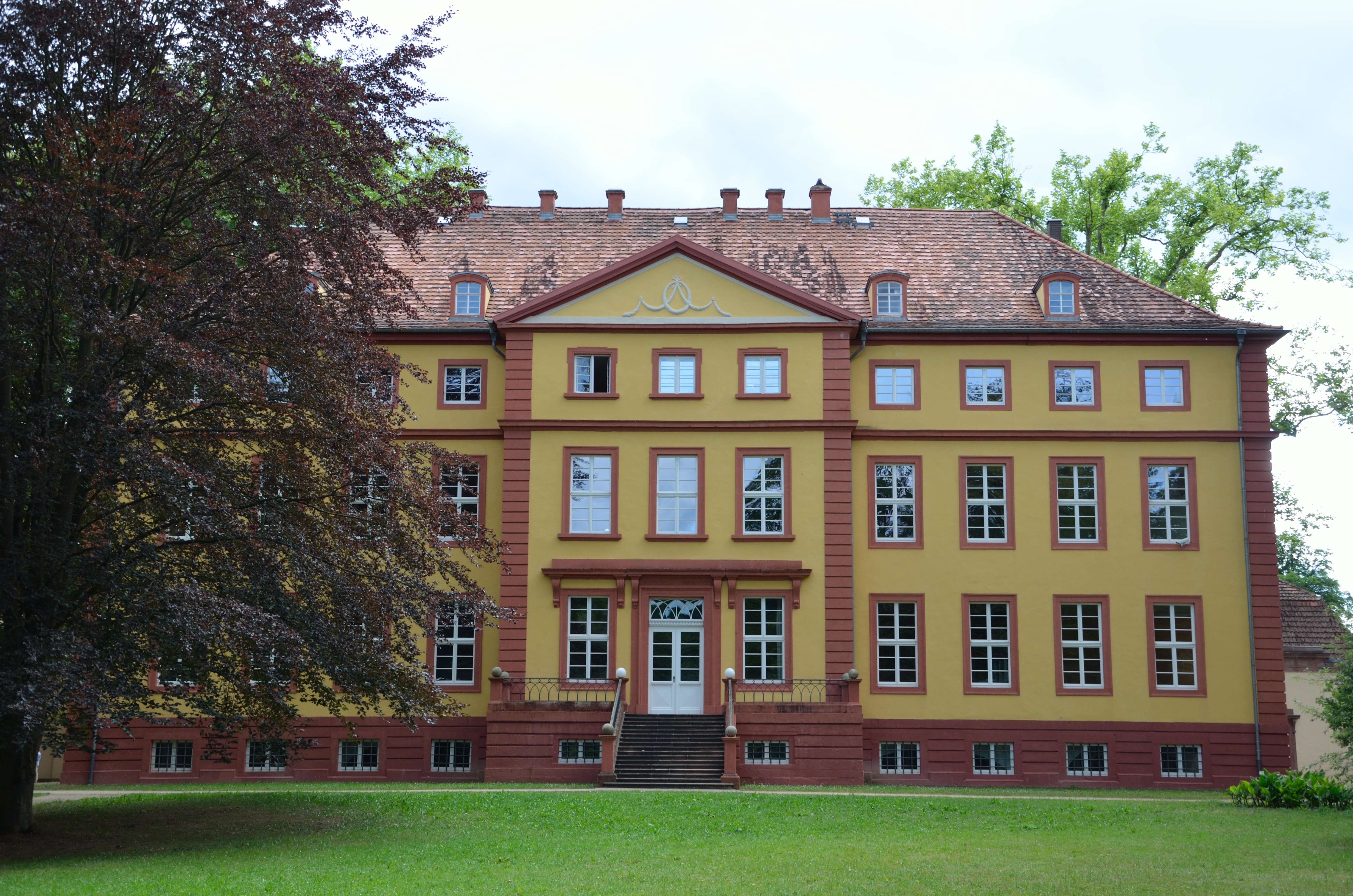
Schloss Hallenburg in Schlitz
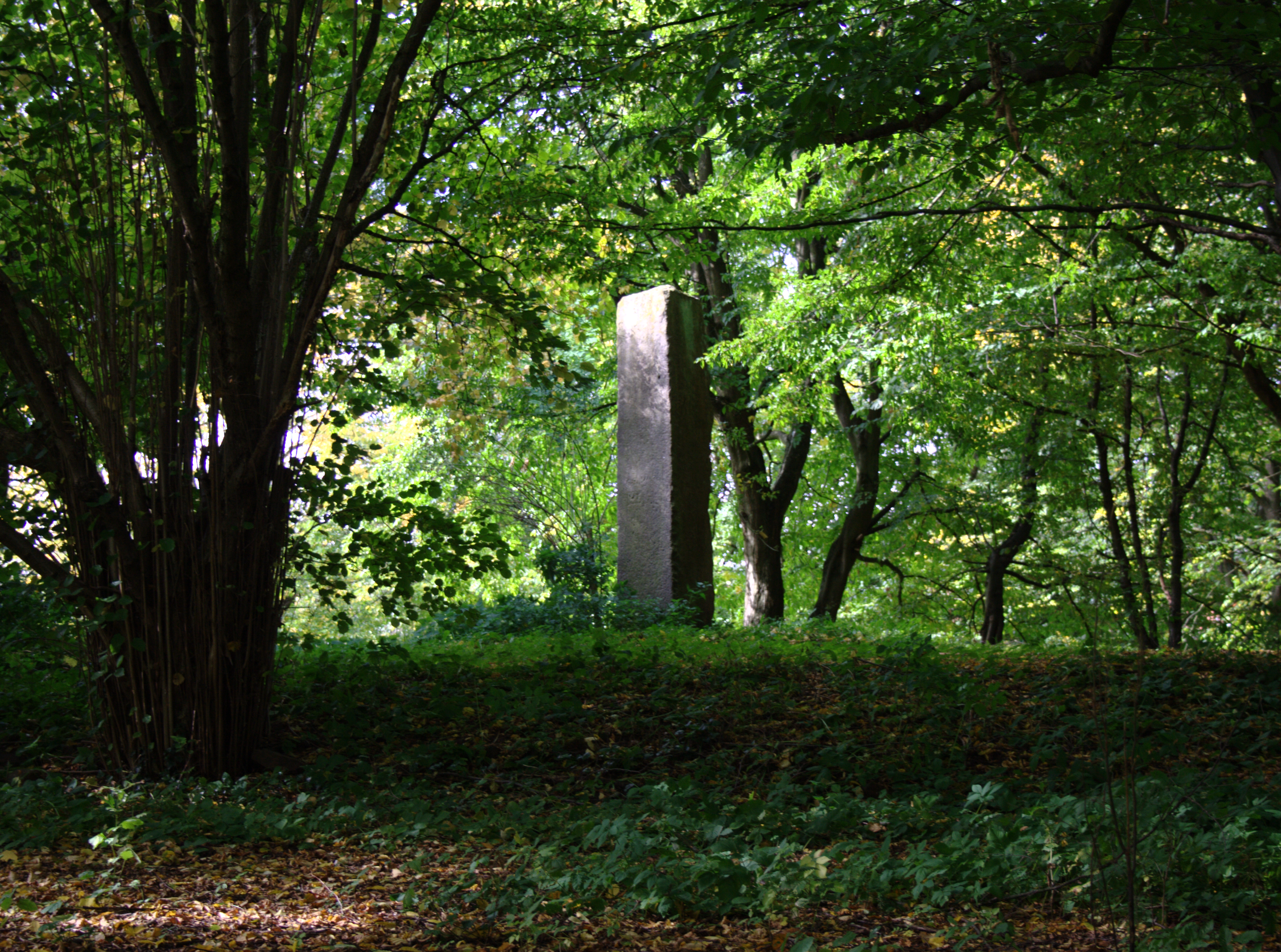
Ruine der Burg Niederschlitz
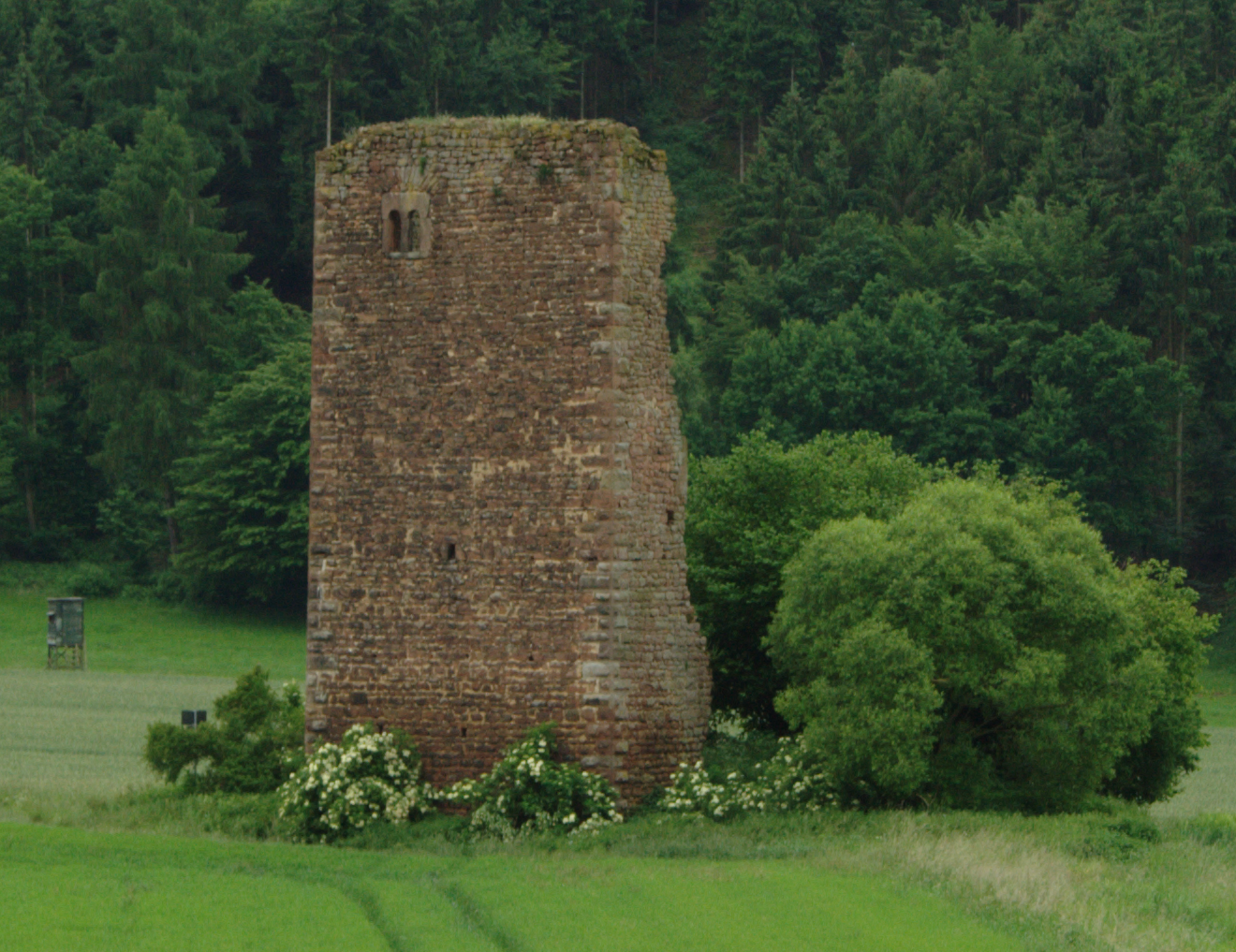
Ruine der Seeburg

### Vorderburg
Die Vorderburg war die Kernburg von Schlitz und entstand vermutlich spätestens im 13. Jahrhundert im nordwestlichen Teil des mittelalterlichen Schlitz. Von der Burg sind nur noch der untere Teil des wohnturmähnlichen ehemals romanischen Bergfrieds, dessen Fundamente aus der Zeit vor 1181 stammen, erhalten. Der ältere Teil liegt an der Obertorseite. Das östliche Schlossgebäude, das den Turm mit seiner Welschen Haube flankiert, wurde 1565 dreistöckig angebaut. Der Westflügel wurde um 1600 erbaut.
Die Vorderburg blieb bis ins frühe 18. Jahrhundert Sitz des Seniors der Ganerbengemeinschaft der Linien der Vorderburger, Hinterburger, Schachtenburger, Ottoburger und Hallenburger. Sie kam 1720 nach dem Aussterben des Mannesstamms der Vorderburger Linie mit ganzem Besitz an die Hallenburger Linie. Deren Senior, Friedrich Wilhelm von Schlitz genannt von Görtz, war hannoverscher Kammerpräsident und Staatsminister und wurde 1726 von Kaiser Karl VI. in den Reichsgrafenstand erhoben.

### Hinterburg mit Hinterturm
Der Hinterturm ist ein 36 m hoher Bergfried, der aus dem 14. Jahrhundert stammt. Der Bergfried diente als Wachstube, unterhalb des Hocheingangs befanden sich die Verliese. 1493 wurde die Hinterburg erstmals erwähnt. Der neben dem Turm liegende Wohnbau wurde 1561 bis 1565 als dreigeschossiges Gebäude neu erbaut und enthielt Dienstwohnungen gräflicher Beamter sowie die Rentei. Er beherbergt seit 1950 ein Altersheim der Graf Görtzischen Stiftung.

### Ottoburg
Die Ottoburg gründete sich in zwei Bauphasen auf der mittelalterlichen Stadtbefestigung. Ein Eckturm stammt noch aus dem Mittelalter. 1653 erbaute Otto Hartmann von Schlitz das heutige frühbarocke Schloss Ottoburg. Dazu wurden die Wehrgänge der Burg abgerissen, ein Teil des Burggrabens verschüttet und an der Stadtmauer anliegende Häuser abgerissen, was zu Spannungen mit der Bürgerschaft führte. Ihre heutige Gestalt erhielt die Ottoburg 1681 durch Philipp Friedrich von Schlitz und seine Gemahlin Juliane Elisabetha von Minnigerode, deren Doppelwappen sich über dem Portal des Haupteingangs befindet. Das Schloss diente längere Zeit als Jugendherberge und beherbergt heute private Eigentumswohnungen.

### Schachtenburg
Die Schachtenburg wurde im Jahre 1557 von der Witwe Elisabeth von Schachten, Tochter des Junkers Werner von Schlitz, erbaut und gehörte nicht zur mittelalterlichen Stadtbefestigung.

### Hallenburg
Das Schloss Hallenburg liegt etwas außerhalb der Stadt und war im Mittelalter ein befestigter Gutshof, von einem Wassergraben umgeben. Freiherr Friedrich Wilhelm von Schlitz genannt von Görtz, seit 1726 Reichsgraf, ließ auf dem Gelände in den Jahren 1706–1712 das barocke Schloss erbauen. Die Pläne stammten von Louis Rémy de la Fosse. 1755 brannte das Schloss ab und wurde renoviert. Graf Karl Heinrich ließ um 1800 das Mansarddach entfernen und das Gebäude aufstocken, wodurch es sein heutiges klassizistisches Aussehen erhielt. 1954 schenkte die gräfliche Familie das Schloss mit Schlosspark der Stadt Schlitz; heute befindet sich dort die Landesmusikakademie Hessen.

### Burg Niederschlitz
Die Burg Niederschlitz ist ein Burgstall etwa 900 Meter nordöstlich unterhalb der Altstadt von Schlitz. Vermutlich wurde die kleine Turmburg im 12. Jahrhundert von den Herren von Schlitz als Sperrriegel an der alten Hersfelder Landstraße erbaut. Die Burg wurde 1261 im Zuge einer Stiftsfehde gegen Abt Heinrich von Hersfeld und Graf Gottfried von Ziegenhain vom Fuldaer Fürstabt Bertho II. von Leibolz zerstört und nicht wieder aufgebaut.

### Seeburg
Die Seeburg ist die Ruine einer Wasserburg beim Stadtteil Hartershausen der Stadt Schlitz. Vermutlich wurde die Seeburg im 12. Jahrhundert zum Schutz der Besitzungen des Klosters Fulda angelegt. Zum Burgbezirk dürften neben der Siedlung Hartershausen auch die in diesem Tal gelegenen Dörfer Hemmen und Üllershausen gehört haben. Die Zerstörung der Höhenburg im 13. Jahrhundert ist ebenfalls Abt Bertho II. von Leibolz zuzuschreiben.

## Linie Görtz-Wrisberg

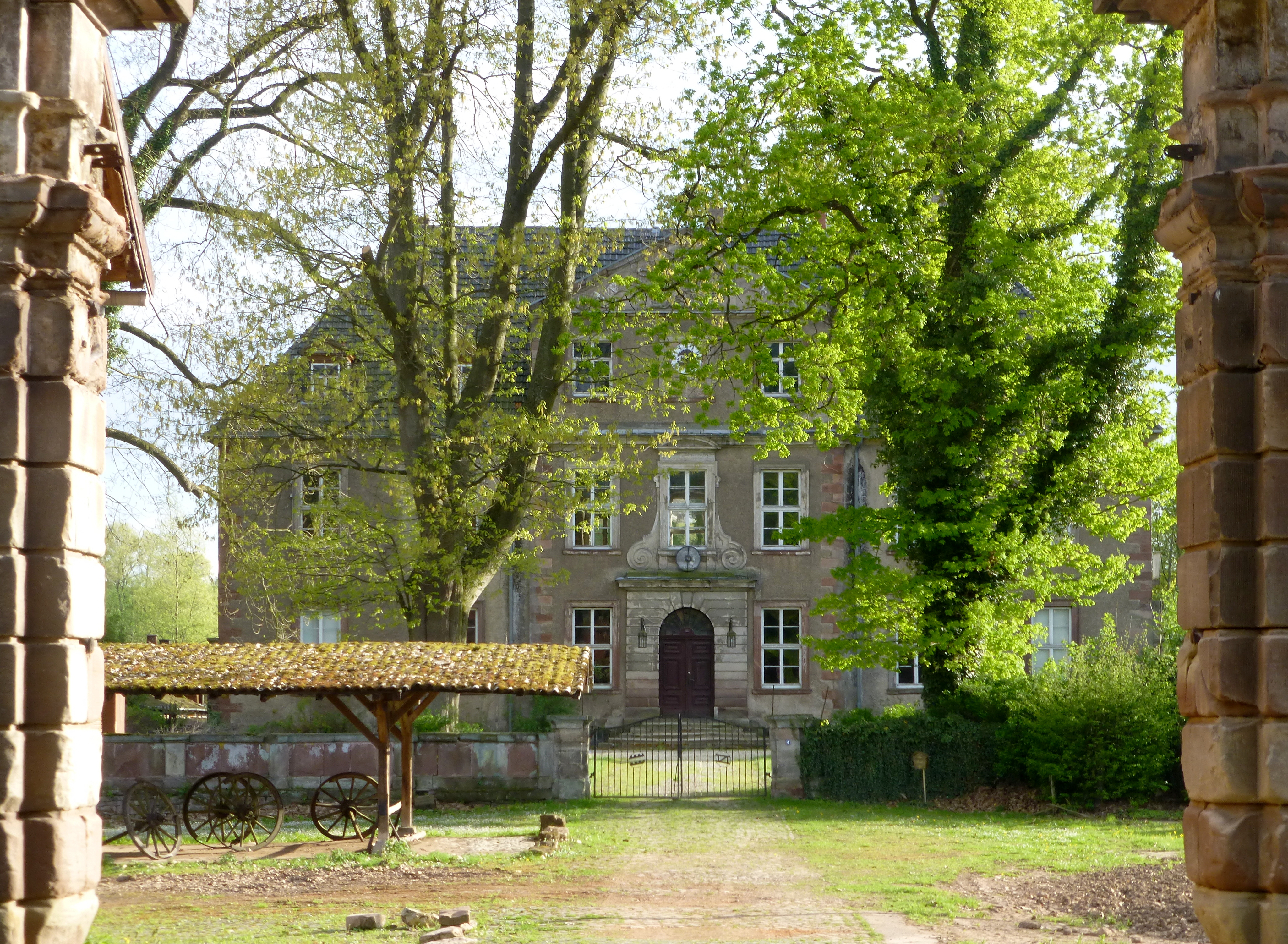
Schloss Rittmarshausen

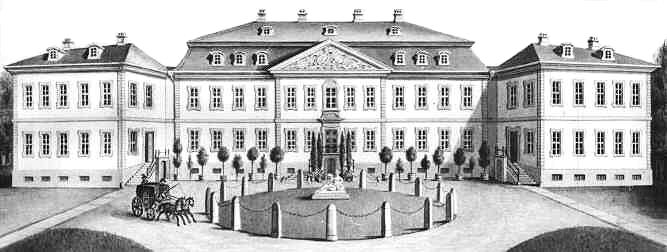
Schloss Wrisbergholzen

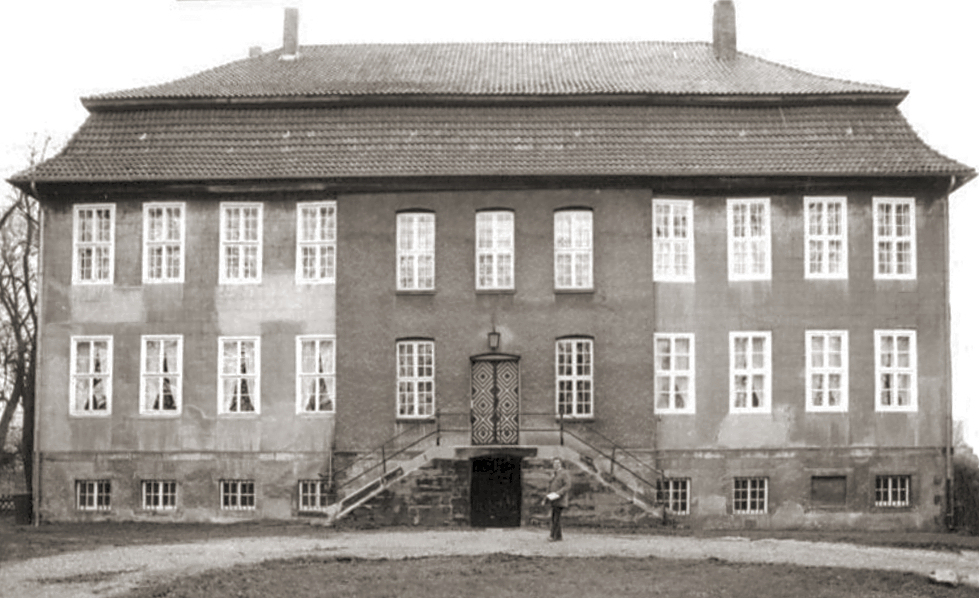
Herrenhaus von Gut Limmer, 1984

Graf Friedrich Wilhelm von Schlitz auf Schlitz (1647–1728), der Erbauer von Schloss Hallenburg in Schlitz, war hannoverscher Kammerpräsident und erwarb im hannoverschen Fürstentum Calenberg-Göttingen das Gut Rittmarshausen. Dort ließ er 1714–1716 ein neues Schloss erbauen. Während ihm sein älterer Sohn Johann (1683–1747) als Freiherr (ab 1726 Reichsgraf) zu Schlitz, Wegfurth (heute Ober- und Unter-Wegfurth) und Rechberg nachfolgte, erbte der jüngere, Ernst August (1687–1720), das Gut Rittmarshausen.
Dessen Sohn Karl Friedrich Freiherr von Schlitz genannt von Görtz (1715–1750) heiratete 1737 Katharina Eva Sophie Freiin von Wrisberg (1721–1769), die Erbin von Schloss Wrisbergholzen mit Brunkensen, Wesseln und Irmenseul.
Deren Sohn und Erbe war Ludwig Freiherr von Schlitz genannt von Görtz und von Wrisberg (1745–1806), Kammerherr und Schatzrat des Stifts Hildesheim. Dessen Gattin war Maria Carolina Scriba (1746–1827). Sie war die Tochter des Gebhard Werner (von) Scriba, Oberamtmann zu Rittmarshausen und Herrn auf Ebergötzen, und erhielt 1793 gesondert den Reichsadelsstand, als „Scriba von Löwenfeld“, nachdem ihr Bruder Johann Philipp Ludolph Scriba († 1800) bereits vorher im selben Jahr für die ganze Familie den erblichen Reichsadelsstand erhalten hatte.
Deren Söhne Plato, Werner und Moritz von Schlitz genannt von Görtz und von Wrisberg erhielten 1817 vom späteren König Georg IV. als Prinzregenten von Hannover die Anerkennung ihres Grafenstandes.
Diese Linie, die 1840 noch das Rittergut Limmer dazu erwarb, nannte sich zumeist von Goertz-Wrisberg und teilte sich in die Zweige Wrisbergholzen mit Rittmarshausen und Limmer (1986 im Mannesstamm erloschen, die Güter in weiblicher Linie weitervererbt) und Brunkensen (noch blühend, das Gut von Albrecht Graf von Goertz verkauft).

## Wappen

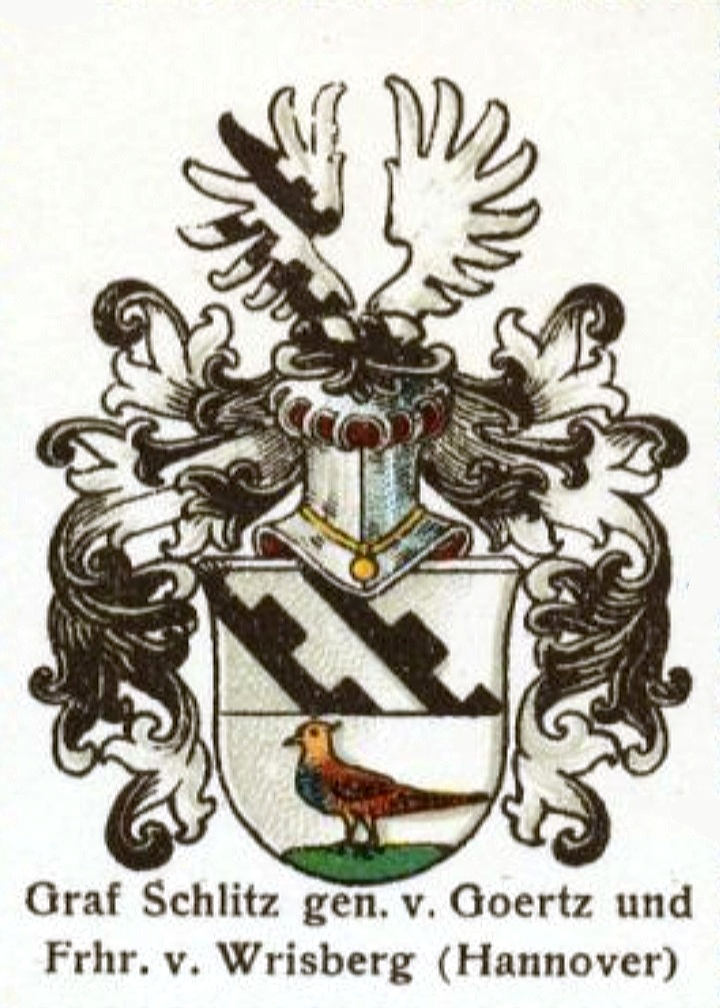
Wappen derer Grafen von Schlitz gen. Goertz Wrisberg

Das Stammwappen zeigt in Silber zwei oben gezinnte schwarze schrägrechts liegende Balken. Auf dem Helm mit schwarz-silbernen Decken steht ein geschlossener, wie der Schild bezeichneter Flug.
Das mit dem Wappen derer von Wrisberg vereinigte Wappen zeigt im geteilten Schild deren Wappentier, den Fasan, im unteren silbernen Feld. Die Helmzier vereinigt ebenso beide Wappeninhalte, indem rechts der Flug wie im Stammwappen mit dem Stammwappen-Schildbild belegt ist, und links der Flug einfach silbern dargestellt wird.

## Namensträger (Auswahl)

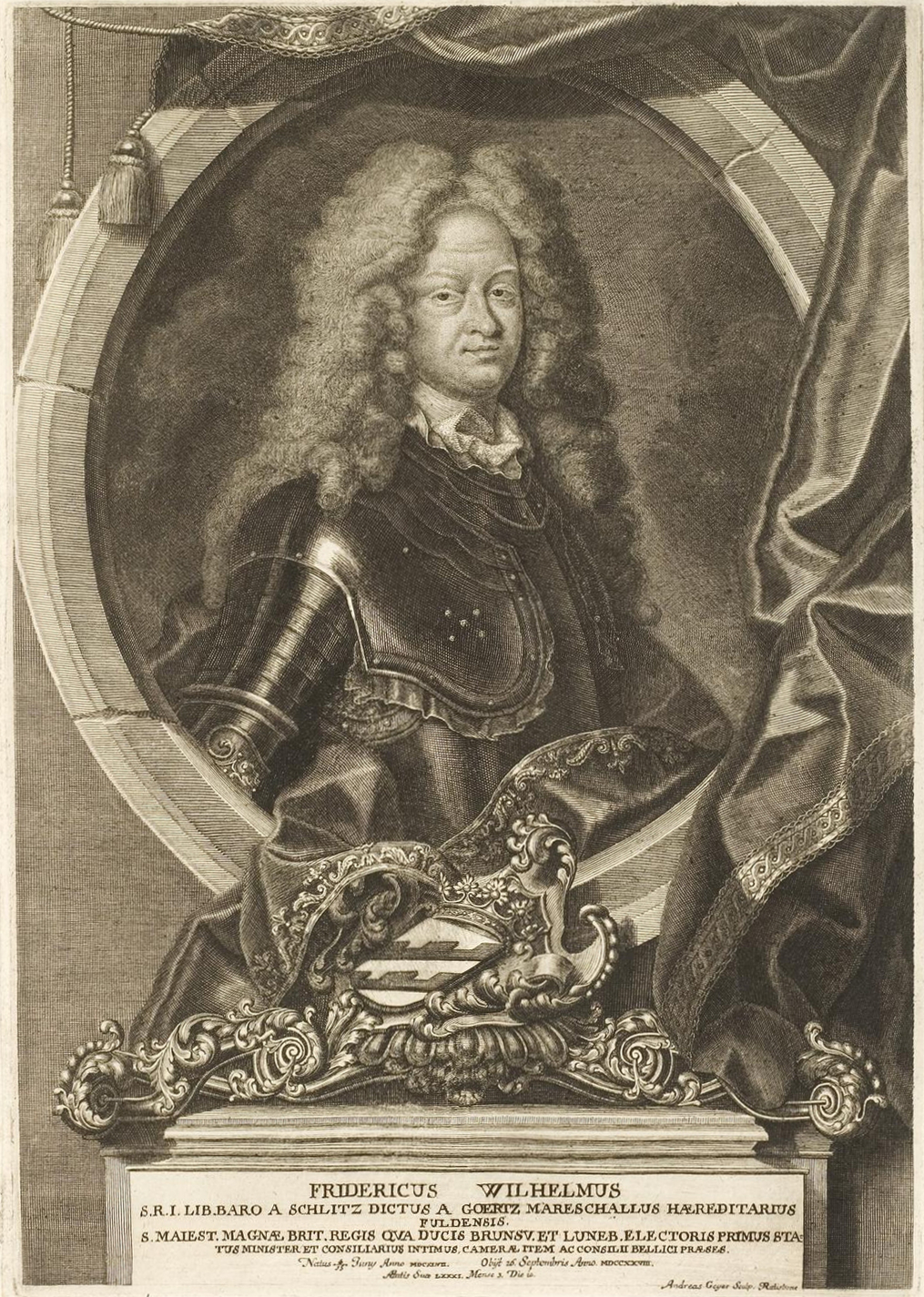
Friedrich Wilhelm von Schlitz genannt von Görtz (1647–1728), braunschweigisch-lüneburgischer Kammerpräsident, 1726 Reichsgraf

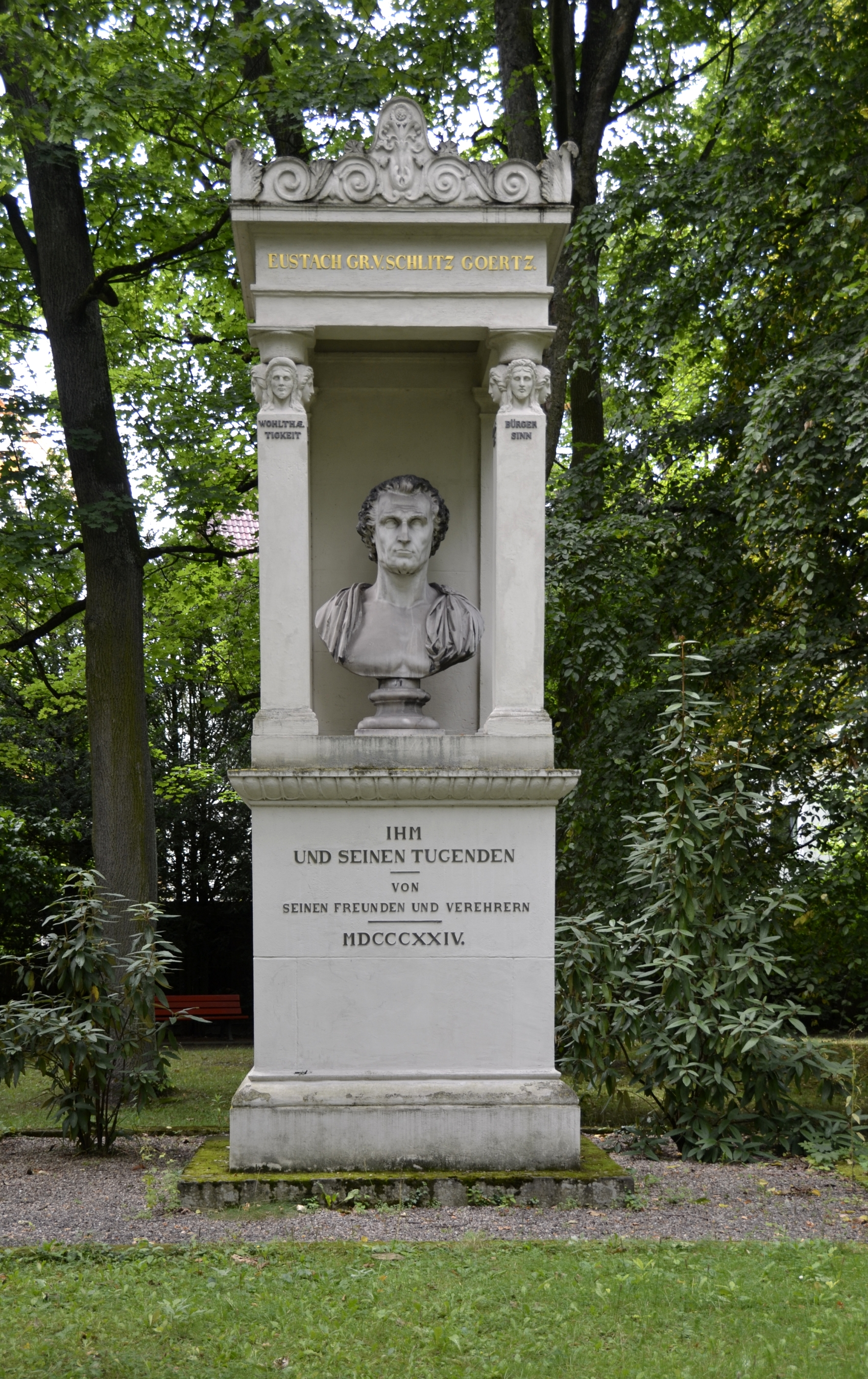
Johann Eustach von Görtz Denkmal in Regensburg

- Johann Volprecht von Schlitz genannt von Görtz (1602–1677), ab 1677 Freiherr, Erbmarschall des Bistums Fulda, Ritterhauptmann und Direktor der Reichsritterschaft in Franken
- Freiherr Johann zu Schlitz genannt von Görtz († 1699), Friedberger Burggraf
- Friedrich Wilhelm Graf von Schlitz genannt von Görtz (1647–1728). Geheimrat und kurfürstlich braunschweigisch-lüneburgischer Kammerpräsident, Bauherr von Schloss Hallenburg und Schloss Rittmarshausen, 1726 Reichsgraf
- Georg Heinrich von Schlitz genannt von Görtz (1668/1675/1688?–1719), holsteinischer Minister, der in den letzten drei Regierungsjahren (1715–1718) des Schwedenkönigs Karl XII. dessen Politik maßgeblich bestimmte.
- Johann Graf von Schlitz genannt von Görtz (1683–1747), Sohn des Friedrich Wilhelm, Erbmarschall im Hochstift Fulda, Kammerjunker und Schlosshauptmann im Kurfürstentum Braunschweig-Lüneburg
- Georg Graf von Schlitz genannt von Görtz (1724–1797), Sohn des Johann, regierender Graf, Erbmarschall im Hochstift Fulda, kaiserlicher Gesandter im Fränkischen Reichskreis
- Freiherr Georg Heinrich von Schlitz genannt von Görtz (1668–1719), holsteinischer Minister, Vertrauter des schwedischen Königs Karl XII.
- Gräfin Maria Amalia von Schlitz genannt von Görtz, geborene von Wallenstein (1691–1762), errichtet 1759 in ihrem Testament das Stift Wallenstein, welches heute mit der Althessischen Ritterschaft verschmolzen ist.
- Karl Friedrich Adam von Schlitz genannt von Görtz (1733–1797), königlich preußischer General der Kavallerie
- Graf Johann Eustach von Schlitz genannt von Görtz (1737–1821). Prinzenerzieher unter Anna Amalie. Politiker, Diplomat am Reichstag in Regensburg. Blieb nach Auflösung des Reichstags 1806 in Regensburg wohnhaft und starb dort. Denkmal in der westlichen Fürstenallee
- Carl Heinrich von Schlitz genannt von Görtz (1752–1826), Sohn des Georg (1724–1797), kursächsischer Diplomat, hessischer Standesherr, regierender Graf
- Graf Moritz von Görtz-Wrisberg (1779–1853), Vater von Alfred, Gustav und Hermann von Görtz-Wrisberg

⚭ Eugenie gesch. Gräfin von Görtz-Wrisberg, geb. von Staff (1790–1847), 1832 angeklagt und steckbrieflich gesucht wegen Hochverrats
- Friedrich Wilhelm von Schlitz genannt von Görtz (1793–1839). Befreundet mit dem Gründer des Bades Bad Salzschlirf, Eduard Martiny. Grabstätte in Bad Salzschlirf. Sohn des Carl Heinrich von Schlitz genannt von Görtz und der Dorothea Wurmser von Wendenheim. (Quelle: Internet-Datei der Mormonen (Utah, USA))
- Alfred von Görtz-Wrisberg (1814–1868) war ein deutscher Offizier und Politiker. Während der Revolution 1848/1849 wirkte er zunächst als Abgeordneter der Zweiten Kammer der Preußischen Nationalversammlung und dann als Militärkommandant von Freiburg im Breisgau und Koblenz. Zuletzt nahm er am Amerikanischen Bürgerkrieg als Captain teil.
- Graf Gustav von Schlitz genannt von Görtz-Wrisberg (1815–1882), deutscher Oberst und Kommandant des Herzoglich Braunschweigischen Infanterie-Regiments Nr. 92.
- Graf Hermann von Görtz-Wrisberg (1819–1889), Jurist, Finanzfachmann, Politiker und braunschweigischer Staatsminister
- Graf Karl von Schlitz genannt von Görtz (1822–1885), Generalmajor, Weltreisender, Präsident der ersten Kammer der Landstände des Großherzogtums Hessen
- Graf Emil von Schlitz genannt von Görtz (1851–1914), Sohn des Vorigen, Bildhauer, Direktor der Kunstschule zu Weimar, Präsident der ersten Kammer der Landstände des Großherzogtums Hessen
- Albrecht Graf von Goertz (1914–2006), Designer
- Wilhelm von Schlitz genannt von Görtz (1882–1935), hessischer Standesherr und Abgeordneter

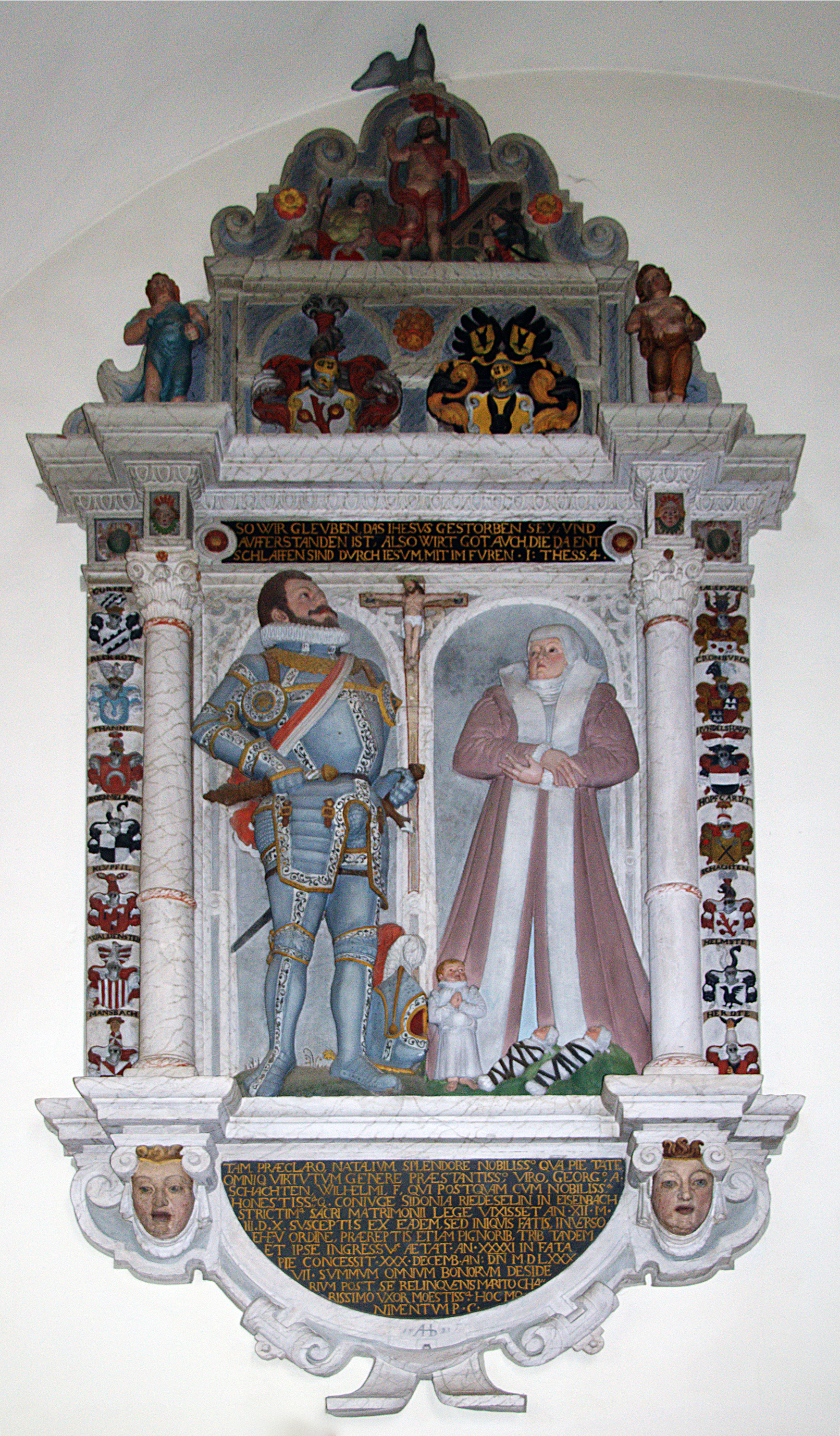
Epitaphien in der Stadtkirche Schlitz
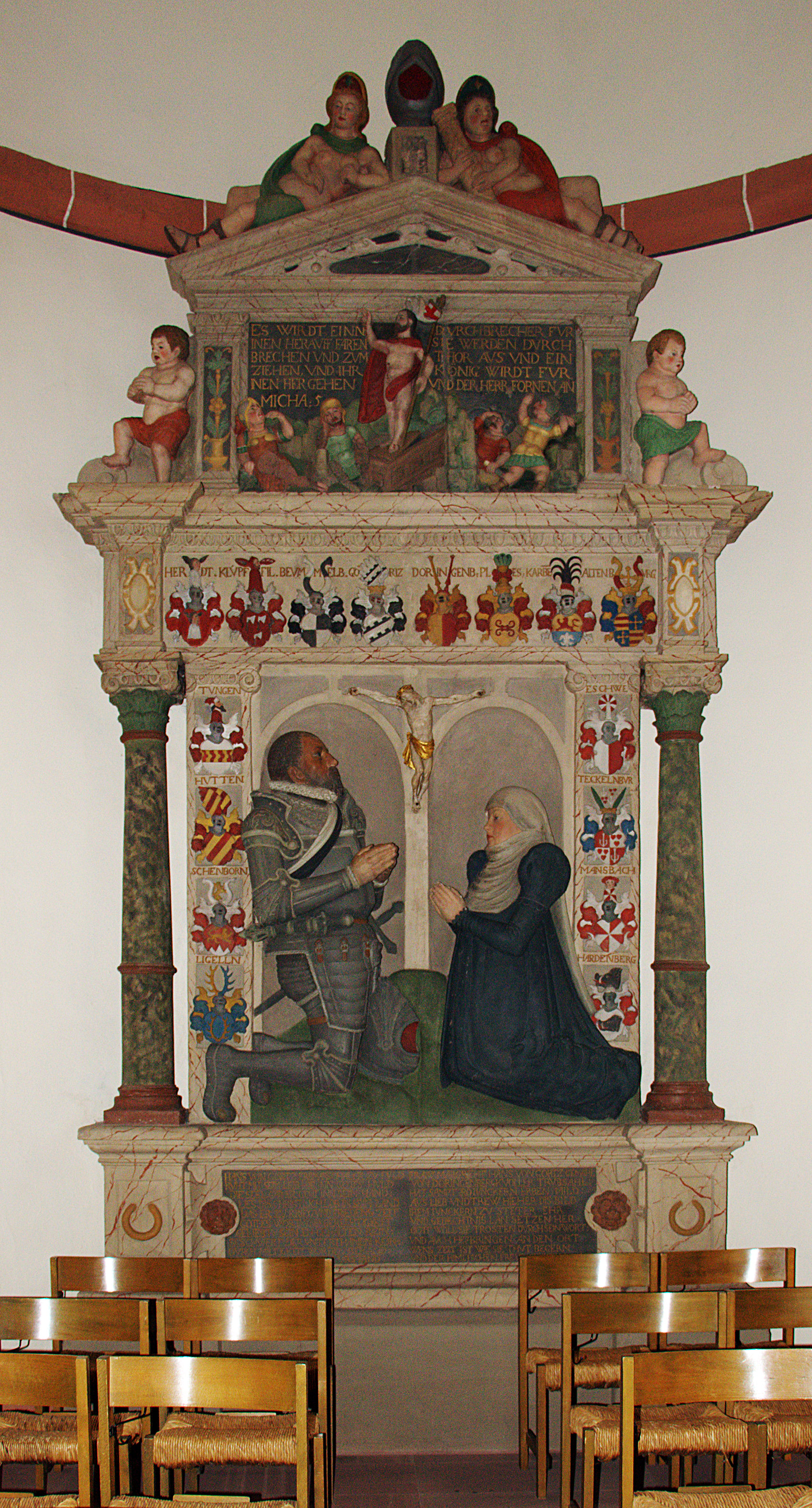
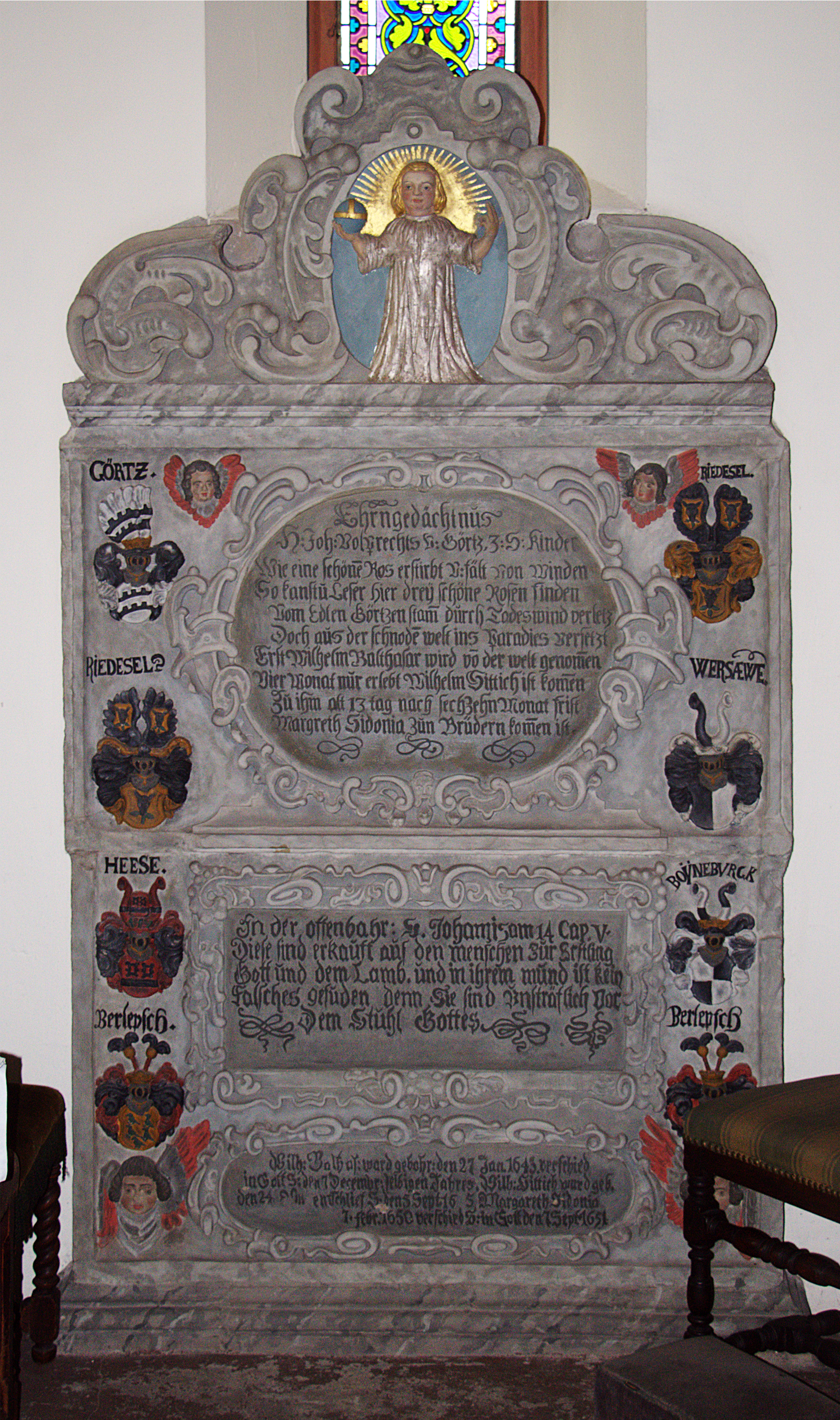